# Christoph Friedrich Nicolai
Christoph Friedrich Nicolai (1733-1811) (* Berlim, 18 de Março de 1733 † Berlim, 8 de Janeiro de 1811) foi editor, livreiro e historiador alemão. Foi autor e editor de uma série de obras, tendo feito parcerias bibliográficas com o filósofo alemão Moses Mendelssohn (1729-1786) e Gotthold Ephraim Lessing (1729-1781).

## Vida
Nicolai nasceu em Berlim, onde seu pai, Christoph Gottlieb Nicolai (falecido em 1752), foi o fundador do livreiro Nicolaische Buchhandlung. Ele recebeu uma boa educação, e em 1749 foi para Frankfurt (Oder) para aprender o negócio de seu pai, encontrando tempo também para se familiarizar com a literatura inglesa. 
Em 1752 Nicolai retornou a Berlim e começou a participar da controvérsia literária defendendo John Milton contra os ataques de J.C. Gottsched. Seu Briefe über den jetzigen Zustand der schönen Wissenschaften in Deutschland, publicado anonimamente em 1755 e reimpresso por G. Ellinger em 1894, foi dirigido contra os oponentes suíços de Gottsched, Johann Jakob Bodmer e Johann Jakob Breitinger; seu entusiasmo pela literatura inglesa lhe rendeu a amizade de Gotthold Ephraim Lessing e Moses Mendelssohn. Em associação com Mendelssohn, ele estabeleceu em 1757 a Bibliothek der schönen Wissenschaften, periódico que dirigiu até 1760. Junto com Lessing e Mendelssohn, Nicolai editou a famosa revista de resenhas Briefe, die neueste Literatur betreffend entre 1759 e 1765; e de 1765 a 1792 ele editou outra revista de resenhas de livros, Allgemeine deutsche Bibliothek. Este último periódico serviu como órgão dos chamados filósofos populares, que guerreavam contra a autoridade na religião e contra o que eles concebiam como extravagância na literatura.
Seus romances são amplamente esquecidos, embora Das Leben und die Meinungen des Herrn Magister Sebaldus Nothanker (1773-1776), e sua sátira ao Werther de Goethe, Freuden des jungen Werthers (1775), tivessem certa reputação em sua época. De acordo com a Encyclopædia Britannica seu Anekdoten von König Friedrich II. von Preussen (1788-1792), um relato de eventos na corte de Frederico II, o Grande, tem algum valor histórico. Entre 1788 e 1796, Nicolai publicou em doze volumes a Beschreibung einer Reise durch Deutschland und die Schweiz, que testemunha o conservadorismo de seus pontos de vista mais tarde na vida. A sóbria estreiteza de espírito e a teimosia mal-humorada do escritor envelhecido, que voluntariamente fingiu ser o herdeiro espiritual de Lessing, acabou levando ao fato de que seus verdadeiros méritos foram esquecidos.
Nicolai também ofereceu um relato inicial de alucinose visual com preservação do insight e sem relação com a loucura: "de repente observei, a dez passos de distância, a figura de uma pessoa falecida. Perguntei à minha esposa se ela o viu. Ela não vi nada além de estar muito alarmado... mandaram chamar o médico." As visões estavam além de seu controle e não podiam ser provocadas à vontade.
Nicolai morreu em 1811 em Berlim.
A Bildniss und Selbsbiographie de Nicolai foi publicada por Moses Samuel Löwe no Bildnisse jetzt lebender Berliner Gelehrter, em 1806.

## Publicações

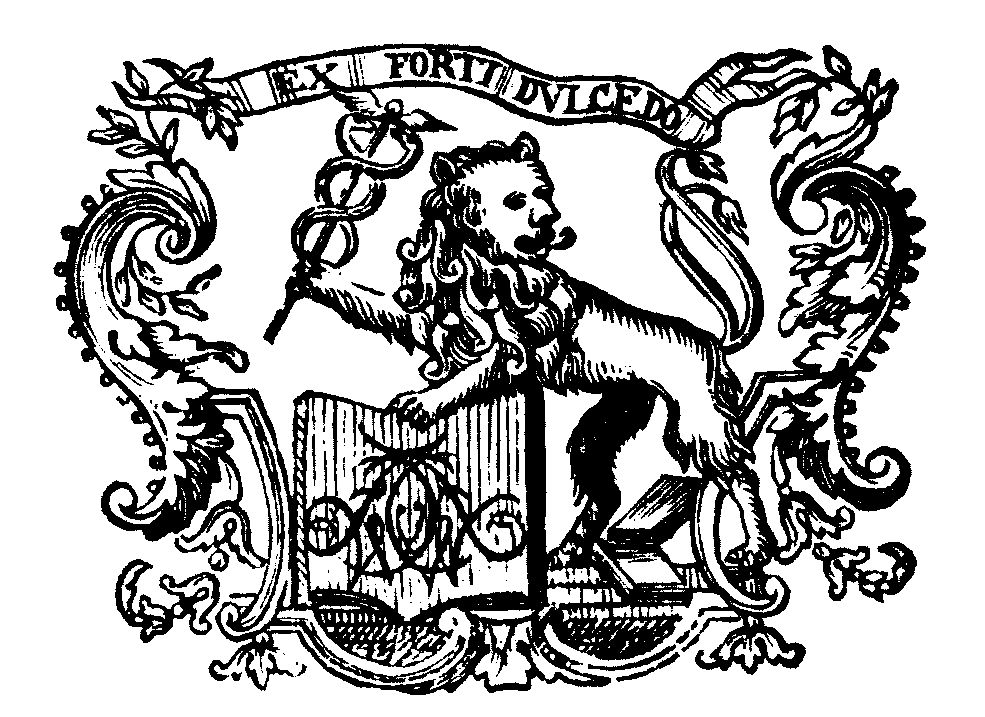
Marca tipográfica de Nicolai

- Ehrengedächtniß Herrn Ewald Christian von Kleist; Berlim 1760
- Ehrengedächtniß Herrn Thomas Abbt; Berlim e Stettin 1767
- Leben und Meinungen des Herrn Magister Sebaldus Nothanker; Berlim 1773–1776 (Vol. 1 als Digitalisat und Volltext, Vol. 2 als Digitalisat und Volltext, Vol. 3 als [http://www.deutschestextarchiv.de/book/show/nicolai_nothanker03_1776 Digitalisat und Volltext)
- Freuden des jungen Werthers. Leiden und Freuden Werthers des Mannes; Berlim 1775
- Eyn feyner kleyner Almanach Vol schönerr echterr liblicherr Volckslieder …; Berlim e Stettin 1777
- Ein paar Worte betreffend Johann Bunkel und Christoph Martin Wieland; Berlim e Stettin 1779
- Noch ein paar Worte betreffend Johann Bunkel und Christoph Martin Wieland; Berlim e Stettin 1779
- Beschreibung einer Reise durch Deutschland und die Schweiz im Jahre 1781; 12 Bde., Berlim e Stettin 1783–1796
- Beschreibung der königlichen Residenzstädte Berlin und Potsdam; Berlim 1786
- Geschichte eines dicken Mannes worin drey Heurathen und drey Körbe nebst viel Liebe; Berlim e Stettin 1794
- Anhang zu Friedrich Schillers Musen-Almanach für das Jahr 1797; Berlim e Stettin 1797
- Leben Justus Mösers; Berlim e Stettin 1797
- Leben und Meinungen Sempronius Gundibert's eines deutschen Philosophen; Berlim 1798
- Vertraute Briefe von Adelheid B. an ihre Freundin Julie S.; Berlim 1799
- Über den Gebrauch der falschen Haare und Perücken in alten und neuen Zeiten; Berlim e Stettin 1801. Digitalisierte Ausgabe der Universitäts- und Landesbibliothek Düsseldorf
- Einige Bemerkungen über den Ursprung und die Geschichte der Rosenkreuzer und Freymaurer; Berlim u. Stettin 1806
- Philosophische Abhandlungen; Berlim e Stettin 1808
- Herders Briefwechsel mit Nicolai; hg. v. Otto Hoffmann, Berlim 1887
- Aus dem Josephinischen Wien. Geblers und Nicolais Briefwechsel 1771–86; hg. v. Richard Maria Werner, Berlim 1888